# دنانير (فلم)
دنانير فيلم مصري من إنتاج عام 1940. من بطولة سليمان نجيب وام كلثوم

## قصة الفيلم
تدور أحداث الفيلم حول حياة الفتاة البدوية دنانير ذات الصوت العذب بين حياة الصحراء وبساطتها وبين بذخ وفتن قصور الإمارة في عهد هارون الرشيد.

## بطولة
- أم كلثوم: دنانير
- سليمان نجيب: الوزير جعفر
- عباس فارس: هارون الرشيد
- فؤاد شفيق: أبو نواس
- عمر وصفي: مربي دنانير
- منسي فهمي: إسماعيل بن يحيى
- عبد العزيز خليل: السياف مسرور
- محمود رضا: عبد الملك بن صالح
- فؤاد الرشيدي: الفضل بن الربيع
- عبد العزيز أحمد: إبراهيم الموصلي
- فردوس حسن: الملكة زبيدة
- يحيى شاهين: زياد
- سرينا إبراهيم: كبيرة الجواري
- زوزو نبيل: جارية
- آمال زايد: جارية
- صالحة قاصين: جارية
- حسن كامل: حسين الخليع
- علي طبنجات

## فريق العمل
- تأليف: أحمد رامي
- إخراج: أحمد بدرخان
- تصوير: محمد عبد العظيم
- ديكور: ولي الدين سامح
- موسيقى: محمد حسن الشجاعي
- مونتاج وإنتاج: جمال مدكور
- إنتاج: أفلام الشرق
- توزيع: منتخبات بهنا فيلم
- كلمات الأغاني: أحمد رامي
- الألحان: رياض السنباطي، محمد القصبجي، زكريا أحمد
- تاريخ العرض: 29 سبتمبر 1940
- مدة العرض: 95 دقيقة
- سينما: ستوديو مصر

## أغاني الفيلم
من أشهر أغاني الفيلم أغنية يا ليلة العيد التي غنتها أم كلثوم في وقت لاحق في حضور الملك فاروق.
| الأغنية                  | المؤلف       | الملحن        |
| ------------------------ | ------------ | ------------- |
| قولي لطيفك ينثني         | الشريف الرضي | زكريا أحمد    |
| بكرة السفر               | أحمد رامي    | زكريا أحمد    |
| رحلت عنك ساجعات الطيور   | أحمد رامي    | زكريا أحمد    |
| بغداد (الشمس مالت)       | أحمد رامي    | رياض السنباطي |
| يا ليلة العيد آنستينا    | أحمد رامي    | رياض السنباطي |
| يا فؤادي غني ألحان الوفا | أحمد رامي    | محمد القصبجي  |
| الزهر في الروض           | أحمد رامي    | محمد القصبجي  |
| طاب النسيم العليل        | أحمد رامي    | محمد القصبجي  |

## روابط خارجية
- مقالات تستعمل روابط فنية بلا صلة مع ويكي بيانات